# Президентские выборы в Финляндии (2018)
Президентские выборы в Финляндии 2018 года (фин. Suomen presidentinvaali 2018, швед. Presidentvalet i Finland 2018) — всенародные выборы Президента Финляндии на период 2018—2024 годов.
Согласно действующему законодательству, выборы президента были проведены в четвёртое воскресенье января — 28 января 2018 года. В случае необходимости, второй тур был бы возможен через две недели — 11 февраля 2018 года, однако он не потребовался, так как уже в первом туре на выборах победил действующий президент Саули Нийнистё, набрав 62,7 % голосов.

## Кандидаты
Кандидатом в президенты страны может стать только уроженец Финляндии. Его могут выдвигать либо политическая партия, получившая хотя бы одно место в парламенте на предыдущих парламентских выборах, либо группа избирателей числом не менее 20 тысяч человек.
Финляндский центр
Предполагалось, что от Финляндского центра могут баллотироваться Аннели Яаттеэнмяки, Матти Ванханен или Эско Ахо. 12 июня 2016 года Финляндский центр стал первой партией, официально выдвинувшей своего кандидата для участия в президентских выборах — им стал бывший премьер-министр Матти Ванханен. Он заявил, что «хотел бы дать народу возможность проводить многосторонние дискуссии по вопросам внешней политики и политики безопасности».
Независимый кандидат (Национальная коалиция, Христианские демократы)
От партии Национальная коалиция, согласно § 54 Конституции Финляндии, действующий президент республики Саули Нийнистё имел право баллотироваться на второй срок. Проведённый в конце 2016 года опрос общественного мнения, выявил наиболее высокий рейтинг действующего президента перед остальными возможными кандидатами. В марте 2017 года он сообщил, что решение об участии в выборах он примет до конца весны 2017 года. 29 мая 2017 года Нийнистё заявил о намерении принять участие в выборах, однако сообщил, что он намерен баллотироваться не от какой-либо партии, а от избирательного объединения (как независимый кандидат). В поддержку его кандидатуры было собрано более 150 тысяч подписей.
Социал-демократическая партия
В качестве возможных кандидатов в президенты назывались различные политики: экс-спикер Парламента Финляндии Ээро Хейнялуома, экс-министр финансов Ютта Урпилайнен, экс-президент Финляндии Тарья Халонен, министр труда Лаури Ихалайнен, глава Банка Финляндии Эркки Лийканен, член эдускунты Маарит Фелдт-Ранта. 2 сентября 2017 года на внеочередном заседании партийного совета СДП кандидатом от этой партии в президенты была выдвинута экс-министр Туула Хаатайнен.
Зелёный союз
Пекка Хаависто, набравший в ходе президентских выборов 2012 года более миллиона голосов, ранее не комментировавший возможность баллотироваться в президенты в ходе предстоящих выборов, в феврале 2017 года принял положительное решение о своём участии в выборах. 12 февраля 2017 года он был официально выдвинут от Зелёного союза в качестве кандидата на пост президента.
Союз левых сил
18 марта 2017 года на своём заседании в Хельсинки партийный актив выдвинул депутата Европарламента Мерью Кюллёнен кандидатом в президенты.
Шведская народная партия
Был выдвинут Нильс Турвальдс.
Истинные финны
Была выдвинута Лаура Хухтасаари.
Независимый кандидат (Гражданская партия)
Вяюрюнен, Пааво — президентский кандидат на выборах 2012 года. Евроскептик.

### Незарегистрированные кандидаты
Синее будущее
Был выдвинут Сампо Терхо; в дальнейшем партия решила не выдвигать своего кандидата.
Христианские демократы
На съезде Христианских демократов членское голосование показало, что партия в качестве кандидата на президентских выборах поддерживает своего председателя, Сари Эссайя, однако её собственная позиция привела к тому, что партия приняла решение поддержать действующего президента Саули Нийнистё, выдвинувшегося на второй срок.

## Голосование

### Предварительное голосование
Предварительное голосование на президентских выборах началось 17 января. На территории Финляндии оно продолжалось по 23 января и было организовано в местах обычного расположения избирательных участков — в библиотеках, почтовых отделениях, супермаркетах. За пределами страны голосование продолжалось по 20 января и было организовано в дипломатических представительствах.

### Результаты голосования
Выборы состоялись 28 января 2018 года. Согласно объявленным вечером того же дня результатам подсчёта 100 % голосов, они распределились следующим образом:
1. Саули Нийнистё — 62,7 %;
2. Пекка Хаависто — 12,4 %;
3. Лаура Хухтасаари — 6,9 %;
4. Пааво Вяюрюнен — 6,2 %;
5. Матти Ванханен — 4,1 %;
6. Туула Хаатайнен — 3,3 %;
7. Мерья Кюлленен — 3,0 %;
8. Нильс Турвальдс — 1,5 %.

Таким образом, Саули Нийнистё избран президентом в первом туре. Окончательные результаты голосования должны быть опубликованы 30 января.

## Вступление в должность
Новый президент вступит в должность в первый день месяца, следующего за выборами, — 1 февраля 2018 года. В 12:00 начнётся инаугурация, открывающаяся торжественной речью перед парламентом. После этого (около 12:20) начнутся полномочия нового президента и закончатся полномочия предыдущего.